# Carbomyces
Carbomyces — рід грибів родини Carbomycetaceae. Назва вперше опублікована 1954 року.

## Класифікація
До роду Carbomyces відносять 3 види:
- Carbomyces emergens
- Carbomyces gilbertsonii
- Carbomyces longii